# Grabów Nowy
Grabów Nowy (do 14 lutego 2002 Nowy Grabów) – wieś sołecka w Polsce położona w województwie mazowieckim, w powiecie kozienickim, w gminie Grabów nad Pilicą.
W latach 1954–1959 wieś należała i była siedzibą gromady Grabów Nowy, a po jej zniesieniu należała do gromady Grabów n/Pilicą. W latach 1975–1998 miejscowość administracyjnie należała do województwa radomskiego. 15 lutego 2002 nastąpiła zmiana nazwy z Nowy Grabów na Grabów Nowy.
Wierni kościoła rzymskokatolickiego należą do parafii Świętej Trójcy w Grabowie nad Pilicą.